# Texture04
『Texture04』は、Koji Nakamura/Nyantoraのアルバム。2015年にMeltintoより発売された。

## 解説
SUPERCARのフロントマンである中村弘二がKoji Nakamura/Nyantora両名義で制作しているCD-Rシリーズ「Texture」の第4弾。
中村のオンラインショップ「Meltinto」や、ライブ会場で販売されている。
ジャケットのスタンプの色は黄色。
2017年6月28日に収録曲全ての曲名が発表された。

## 収録曲
1. Gradation Of Love
2. Apup
「Texture07」収録の「Pupa」を逆再生したもの。
3. Ne U/A gE
PVがYouTubeで公開されている。「Texture Web2」にも収録された。
4. System Of Mirrors
5. Angel Beat
6. The Ghost March
7. Snow Crystal
8. WAVEeeeeE
9. RIP
音源がSoundCloudで公開されている。「Texture Web」にも収録された。
10. Q (E.D.S)
11. The Garden

全作曲・編曲：中村弘二